# Квитневое (Житомирский район)
Квитне́вое (укр. Квітневе; до 2016 г. — Жовтне́вое, до 1937 г. — Жидовцы́) — село на Украине, основано в 1683 году, находится в Житомирском районе Житомирской области.
Код КОАТУУ — 1824782101. Население по переписи 2001 года составляет 1969 человек. Почтовый индекс — 13532. Телефонный код — 4137. Занимает площадь 6,704 км².

## История
- 2016 — Верховная Рада переименовала село Жовтневое в село Квитневое[2].

## Адрес местного совета
13532, Житомирская область, Житомирский р-н, с. Квитневое, ул. Площадь Советов, 1